# Adriana Altaras
Adriana Altaras (Zagreb, 6. travnja 1960.) hrvatsko - njemačka glumica, spisateljica i kazališna direktorica.

## Životopis
Adriana Altaras je rođena 1960. u zagrebačkoj židovskoj obitelji, kao jedino dijete Jakova i Teje Altaras. Otac joj potječe iz siromašne splitske sefardske obitelji, a majka joj je rodom iz Zagreba. Otac Adriane Altaras je bio ugledni hrvatski liječnik, a majka arhitekt. Zbog političkog progona njezinog oca od strane jugoslavenskog komunitičkog režima, Altaras je bila prisiljena emigrirati s roditeljima u Njemačku 1964. godine. Zajedno sa svojom majkom je prokrijumčarena iz Zagreba do Italije u automobilu svojeg tetka. Neko vrijeme je živjela u Italiji kod tetke i tetka, gdje je i naučila talijanski jezik. U Njemačku se preselila 1967. godine. U Njemačkoj je pohađala osnovnu i srednju školu. Altaras je u Njemačkoj postala glumica, a ne liječnica kao što je to od nje njezina obitelj očekivala. Diplomirala je na "Berlinskoj akademiji umjetnosti". Postdiplomski studij je završila u New Yorku. Po povratku u Njemačku osnovala je "Western Stadthirschen kažalište" u Berlinu, gdje radi kao glumica, režiserka i scenarist. 1984. je ostvarila svoj filmski debi u njemačkoj kinematografiji. U Hrvatskoj je 1964. glumila malu židovku Ernu u svom prvom filmu Nikoletina Bursać. Radila je za kazališta "Berliner Ensemble" i "Neuköllner Oper". 1998. nagrađena je njemačkom filmskom nagradom "Deutscher Filmpreis". Radila je za "Shoah Foundation" Stevena Spielberga kao lektor i voditelj intervjua. Udana je za skladatelja Wolfganga Böhmera s kojim ima dvojicu sinova, također glumci, Aarona i Leonarda Altarasa. 2011. napisala je knjigu "Titos Brille" (Titove naočale) o svojoj obitelji, životu u Zagrebu i životu u Titovoj Jugoslaviji. 2014. godine Adriana Altaras je gostovala u emisiji Elizabete Gojan Damin gambit, gdje je pričala o svojoj obitelji, odlasku iz Hrvatske, obitelji koja još uvijek živi u Hrvatskoj, borbi za povrat otete imovine (Vila Fuhrmann i stan u Boškovićevoj ulici u Zagrebu) tijekom i nakon Drugog svjetskog rata i dr.